# Closterium striolatum
Closterium striolatum  là một loài Song tinh tảo trong họ Desmidiaceae, thuộc chi Closterium.